# Igrise
Igrise – wieś w Estonii, w prowincji Põlva, w gminie Mikitamäe.